# Manulea stellata
Manulea stellata är en flenörtsväxtart som beskrevs av George Bentham. Manulea stellata ingår i släktet Manulea och familjen flenörtsväxter. Inga underarter finns listade i Catalogue of Life.